# Giant Normal Dwarf
Giant Normal Dwarf is een muziekalbum van de Nederlandse band Nits.
Dit album van Nits werd opgenomen na de succesvolle tournees met Hat en Urk. Bassiste Joke Geraets bleek een spierziekte te hebben en moest vrij snel na aanvang van de sessies afhaken, waarna de band als trio verder ging.
Na de pure opnames van de jaren ervoor, werd er bij dit album voor gekozen om juist een zeer gelaagd geluid te laten horen met vele overdubs. Hofstede liet zijn gitaar ongebruikt en het resultaat is een bijna sprookjesachtig, keyboard-gedreven album met zeer veel variatie in geluiden en samples.
De fantasierijke teksten passen bij de muziek en de nummers beschrijven een reis door een land dat een mix is tussen jeugdherinneringen en sprookjesachtige locaties en personen.
Het album wordt meestal in polls onder Nits-fans uitgeroepen als favoriete album.
De band ging uitgebreid op tournee, deze keer als trio. Twee bewegende hijskraan-achtige stellages werden gebruikt als podiumaankleding. Er werd een speciaal nummer, Torni (Music For Two Towers), geschreven voor een ‘dans’ van deze twee stellages. Verder kwam Hofstede tijdens het nummer ‘King Of Belgium’ op in een reusachtig koningspak.

## Musici
- Henk Hofstede – zang
- Rob Kloet – percussie
- Robert Jan Stips – piano, zang

## Composities
Alle nummers: Hofstede, Stips, Kloet.
1. Radio Shoes (3:10);
2. Ice Princess (4:00);
3. Boy in a Tree (5:05);
4. There From Here (2:52);
5. Sugar River (3:37);
6. Around the Fish (3:03);
7. Fountain Man (4:35);
8. Apple Orchard (4:09);
9. Long Forgotten Story (3:03);
10. Giant Normal Dwarf (2:31);
11. Moon Moon (3:09);
12. The Night Owl (3:41);
13. House of the Sleeping Beauties (4:04);
14. The Infinite Shoeblack (5:46)

De hoes bevat schilderijen van Hofstede, gebaseerd op de nummers op het album.
Singles
1. Radio Shoes / Solid To Gas (Non-Album Track);
2. Giant Normal Dwarf / King Of Belgium (Non-Album Track);
3. Long Forgotten Story / Yöpöllö (Finse versie van Night Owl, Non-Album Track) / De Rode Vaas (Non-Album Track) / The Yellow Hotel (Non-Album Track)
4. Torni (Music For Two Towers) (Non-Album Track) (promo-single die bij aankoop van het album werd weggegeven bij de Free Record Shop).

Radio Shoes wist het net niet tot de top 40 te halen (het bleef steken op nummer 3 in de tipparade). Giant Normal Dwarf haalde de 17e positie in de tipparade. Long Forgotten Story haalde geen enkele lijst.

### Hitlijsten
| Album met eventuele hitnotering(en) in de Nederlandse Album Top 100 | Datum van verschijnen | Datum van binnenkomst | Hoogste positie | Aantal weken | Opmerkingen |
| ------------------------------------------------------------------- | --------------------- | --------------------- | --------------- | ------------ | ----------- |
| Mega Album Top 100                                                  | Oktober 1990          | 20-10-1990            | 13              | 11           |             |